# Guanajuato
Guanajuato jedna je od 31 saveznih država Meksika, smještena u središnjem dijelu zemlje, nazvana po istoimenom glavnom gradu Guanajuato. Država se prostire na 30.491 km², a u njoj živi 5.033.276 stanovnika (2009), najveći grad je León (prije León de los Aldama).
Guanajuanto graniči sa saveznom državom San Luis Potosí na sjeveru, Querétaro na istoku, Michoacán na jugu, i Jalisco na zapadu.
Guanajuanto je jedna od prvih španjolskih kolonija naseljena 1520-ih zbog bogatih nalazišta srebra. Prema popisu stanovništva Nove Španjolske, koji je 1794. godine dao provesti potkralj, u gradu Guanajuatu je živjelo 32 000 ljudi.

## Općine
- Abasolo
- Acámbaro
- Allende
- Apaseo el Alto
- Apaseo el Grande
- Atarjea
- Celaya
- Comonfort
- Coroneo
- Cortazar
- Cuerámaro
- Doctor Mora
- Dolores Hidalgo
- Guanajuato
- Huanímaro
- Iramuco
- Irapuato
- Jaral del Progreso
- Jerécuaro
- León
- Manuel Doblado
- Moroleón
- Ocampo
- Pénjamo
- Pueblo Nuevo
- Purísima del Rincón
- Romita
- Salamanca
- Salvatierra
- San Diego de la Unión
- San Felipe
- San Francisco del Rincón
- San José Iturbide
- San Luis de la Paz
- Santa Catarina
- Santa Cruz de Juventino Rosas
- Santiago Maravatío
- Silao
- Tarandacuao
- Tarimoro
- Tierra Blanca
- Uriangato
- Valle de Santiago
- Victoria
- Villagrán
- Xichú
- Yuriria